# Shéridan Oliveira
Shéridan Esterfany Oliveira Ramos (Boa Vista, 11 de abril de 1984) é uma psicóloga e política brasileira, é ex-deputada federal por Roraima e ex-esposa de José de Anchieta Júnior, quando foi primeira dama do estado e também Secretária da Promoção Humana e Desenvolvimento do Estado. 
Em 2014, foi eleita deputada federal com a maior votação de seu Estado, sendo reeleita em 2018.

## Biografia

### Vida pessoal
Formou-se em psicologia em 2010.
Foi casada com o ex-governador José de Anchieta Júnior de 2004 a 2015. Aos dezesseis anos, teve sua primeira filha, Júlia, fruto de um relacionamento anterior, e em 2007, deu à luz Lara, de seu casamento com Anchieta.
Em 2022, casou-se, novamente, com o deputado federal Duda Ramos. Em 2024, deu à luz Davi, fruto do atual casamento.

### Início da carreira política

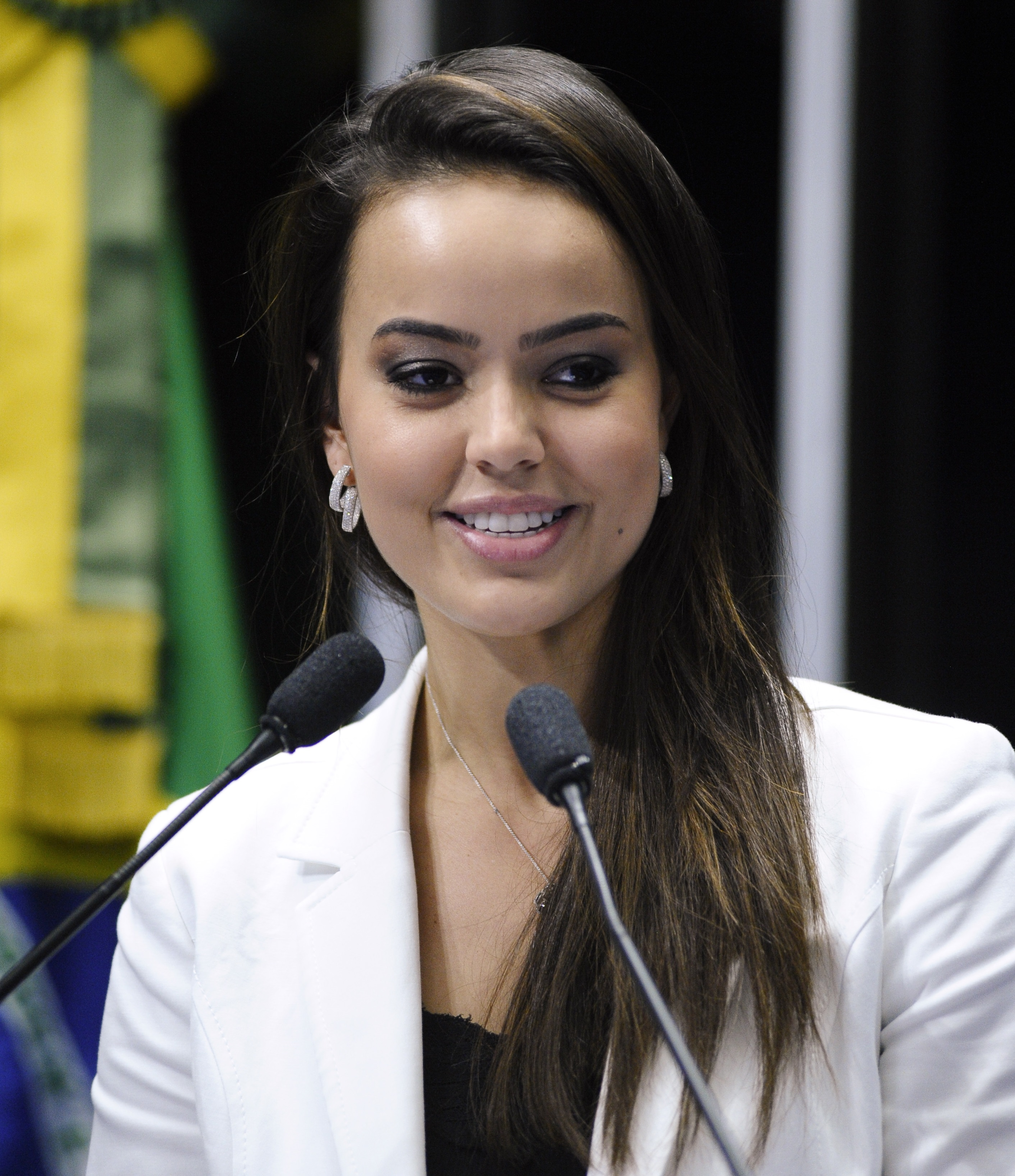
Shéridan discursando em março de 2015.

Em 2005, foi nomeada assessora chefe de comunicação da Câmara Municipal de Boa Vista. No ano seguinte, atuou na Coordenadoria de Comunicação do Governo do Estado de Roraima.
Em 2007, Anchieta Júnior assumiu o cargo de governador de Roraima após a morte de Ottomar Pinto, e Shéridan se tornou primeira-dama do estado de Roraima.  Durante o mandato de seu marido como governador de Roraima, Shéridan foi secretária de Estado da Promoção Humana e Desenvolvimento.

### Deputada federal
Em 2014, candidatou-se a deputada federal pelo Partido da Social Democracia Brasileira (PSDB) de Roraima, tendo sido eleita com 35.555 votos, a maior votação proporcional do país. Na Câmara Federal, foi a vice-líder do PSDB entre março de 2015 e abril de 2016 e foi a primeira mulher a votar favoravelmente ao impeachment de Dilma Rousseff.
Em 2015, Shéridan se manifestou favoravelmente ao projeto de Eduardo Cunha que dificultaria a prática de aborto legal em casos de estupro, proposta repudiada pela maioria da bancada feminina do Congresso. No ano seguinte, passou a integrar a Comissão de Defesa dos Direitos da Mulher, chegando a sua presidência em 2017.  Apesar de sua defesa dos direitos da mulher, Shéridan não se declara feminista.
Em 2016, relatou projeto de lei (PL 4508/16) que autorizava a pastagem de animais em área de reserva legal, condicionada a aprovação de plano de manejo sustentável. Áreas de Reserva Legal são áreas de proteção da vegetação nativa presentes em todo imóvel rural, com a finalidade de "auxiliar a conservação e a reabilitação dos processos ecológicos e promover a conservação da biodiversidade, bem como o abrigo e a proteção de fauna silvestre e da flora nativa."
Ainda em 2016, Shéridan respondia juntamente com seu ex-marido a duas ações por improbidade administrativa, que tramitam no Tribunal de Justiça de Roraima. Em uma dessas, iniciada em fevereiro daquele ano, a Justiça de Roraima determinou o bloqueio de cerca de quarenta mil reais de José de Anchieta, dela e do ex-secretário da Casa Militar de Roraima, Edison Prola. O bloqueio foi feito a pedido do Ministério Público do estado, que acusava os ex-gestores de usarem, em 2010, o avião do governo para transportar o funkeiro MC Sapão do Rio de Janeiro até Boa Vista para se apresentar no aniversário de Shéridan.
Em dezembro de 2016, ela foi acusada de ter agredido uma estudante em um restaurante em Manaus, acompanhada de seu noivo, o deputado federal Artur Bisneto. Neste mesmo ano, votou a favor do processo de impeachment da presidente Dilma, que respondia por crime de responsabilidade.
Em abril de 2017, votou pela aprovação da Reforma Trabalhista. Shéridan não compareceu à sessão de votação aberta em plenário a respeito do arquivamento da denúncia de corrupção do presidente Michel Temer, beneficiando-o.
Em agosto de 2017, foi relatora de um dos projetos relacionados a Reforma Política, pauta aprovada no mesmo ano. No mesmo mês, votou a favor da PEC do Teto dos Gastos Públicos.
Em 7 de novembro de 2017, Shéridan foi denunciada por Raquel Dodge ao STF por compra de votos. Foi a primeira denúncia do mandato de Raquel Dodge. Segundo a denúncia da Procuradora-Geral da República, corroborada por áudios gravados por eleitores e depoimentos colhidos, Shéridan teria oferecidos vantagens para moradores de Boa Vista votarem em seu ex-marido em 2010, então em campanha para reeleição para governador de Roraima.
Em outubro de 2018, Shéridan foi reeleita deputada federal pelo PSDB com 12.129 votos.
Em setembro de 2020, o PSDB anunciou juntamente com Shéridan e Marcos Jorge pré-candidatos aos cargos de prefeita e vice-prefeito respectivamente. No mesmo ano concorreu a prefeitura de Boa Vista mas acabou ficando em quarto lugar com 14.055 votos obtendo 8,90% dos votos válidos.
Não disputou a reeleição em 2022 e apoiou a candidatura do marido, Duda Ramos (MDB), que foi eleito deputado federal.

Desfiliou-se do PSDB em 2023.